# Auguste Blanchier
Pour les articles homonymes, voir Blanchier.
Auguste Blanchier est un homme politique français né le 3 septembre 1850 à Cherves-Châtelars (Charente) et décédé le 23 mars 1920 à Neuilly-sur-Marne (Seine-et-Oise)
Médecin à Chasseneuil, il est conseiller d'arrondissement en 1886, puis conseiller général en 1892. Il est sénateur de la Charente de 1903 à 1912, inscrit au groupe de la Gauche démocratique.

## Sources
- « Auguste Blanchier », dans le Dictionnaire des parlementaires français (1889-1940), sous la direction de Jean Jolly, PUF, 1960 [détail de l’édition]